# Dominois
Dominois település Franciaországban, Somme megyében. Lakosainak száma 170 fő (2022. január 1.). Dominois Saulchoy, Douriez, Argoules, Ponches-Estruval és Vironchaux községekkel határos.

## Népesség
A település népességének változása:
| Lakosok száma | 195  | 181  | 186  | 177  | 176  | 174  | 173  | 171  | 170  |
|               | 2013 | 2015 | 2016 | 2017 | 2018 | 2019 | 2020 | 2021 | 2022 |